# منطق مشترک
منطق مشترک (به انگلیسی: Common Logic) با کوته‌نوشت CL یک چارچوب برای خانواده‌ای از زبان‌های منطقی است که مبتنی بر منطق مرتبه اول است و برای آسان‌سازی تبادل و انتقال دانش در سامانه‌های مبتنی بر رایانه ساخته شده است.
تعریف CL تولید انواعی از فرم‌های نحوی مختلف (که به آن گویش گفته می‌شود) را مجاز می‌داند و تشویق می‌کند. یک گویش می‌تواند از هر نحو دلخواهی استفاده کند، اما باید دقیقاً مشخص شود که چگونه نحو ملموس (غیرانتزاعی) برای یک گویش با معناشناسی انتزاعی CL منطبق می‌شود، که این انطباق بر اساس تفسیر نظری مدل است. آنوفت هر گویش به صورت یک زبان صوری عمل خواهد کرد. موقعی که انطباق نحوی انجام شد، گویش‌ها، معناشناسی CL را به صورت آزاد می‌پذیرند، زیرا معناشناسی CL نسبت به نحو انتزاعی فقط تعیین می‌شود، و بنابراین توسط هر گویش مطابقی به ارث برده می‌شوند. بعلاوه، همه گویش‌های CL برابر هستند (یعنی می‌توانند به صورت خودکار به یکدیگر ترجمه شوند) اگرچه بعضی از گویش‌ها از بقیه گویاتر اند.
در کل، یک زیرمجموعه CL با گویایی کمتر می‌تواند به یک ورژن CL گویاتر ترجمه شود، اما ترجمه معکوس تنها روی زیرمجموعه زبان بزرگتر تعریف شده است.

## استاندارد ایزو
منطق مشترک توسط ایزو به صورت «ISO/IEC 24707:2007 - فناوری اطلاعات- منطق مشترک (CL): چارچوبی برای خانواده‌ای از زبان‌های مبتنی بر منطق» تعریف شده است. این استاندارد توسط کاتالوگ ایزو قابل خرید است و از فهرست ایزو استانداردهای در دسترس عموم به صورت رایگان قابل دسترسی است.